# Andrei Andrejewitsch Mironow
Andrei Andrejewitsch Mironow (russisch Андрей Андреевич Миронов; englische Transkription: Andrei Mironov; * 29. Juli 1994 in Moskau) ist ein russischer Eishockeyspieler, der seit 2018 erneut beim HK Dynamo Moskau aus der Kontinentalen Hockey-Liga unter Vertrag steht.

## Karriere
Andrei Mironow stammt aus dem Nachwuchsbereich des HK Dynamo Moskau. Von 2011 bis 2014 kam er beim HK MWD Balaschicha zum Einsatz, der Juniorenmannschaft Dynamos in der Molodjoschnaja Chokkeinaja Liga. Im Jahr 2012 wurde er vom HK Dynamo Moskau mit einem Profivertrag ausgestattet und lief fortan für das Team in der Kontinentalen Hockey-Liga (KHL) auf. Dabei gewann der Verteidiger bereits in seiner ersten KHL-Saison den Gagarin-Pokal und somit die russische Meisterschaft. Zudem wurde er im Jahre 2015 ins KHL All-Star Game berufen.
Im Mai 2017 unterzeichnete Mironow einen auf zwei Jahre befristeten Einstiegsvertrag bei der Colorado Avalanche aus der National Hockey League (NHL), die den Russen zuvor im NHL Entry Draft 2015 an 101. Position ausgewählt hatte. In der Folge war er jedoch nur ein knappes halbes Jahr in Colorado aktiv und kam dabei hauptsächlich beim Farmteam der Avalanche, der San Antonio Rampage zum Einsatz, bevor sein Vertrag im März 2018 vorzeitig aufgelöst wurde. Zur Saison 2018/19 kehrte er zu Dynamo Moskau zurück.

### International
Mironow vertrat sein Heimatland Russland im Juniorenbereich bei der U18-Weltmeisterschaft 2012 sowie den U20-Weltmeisterschaften 2013 und 2014. Dabei gewann er auf U20-Niveau zwei Bronzemedaillen mit der Sbornaja. Bei der Weltmeisterschaft 2015 debütierte er bei der A-Nationalmannschaft und errang mit dem Team dabei die Silbermedaille.

## Erfolge und Auszeichnungen
- 2013 Gagarin-Pokal-Gewinn und russischer Meister mit dem HK Dynamo Moskau
- 2015 KHL All-Star Game

### International
- 2013 Bronzemedaille bei der U20-Weltmeisterschaft
- 2014 Bronzemedaille bei der U20-Weltmeisterschaft
- 2015 Silbermedaille bei der Weltmeisterschaft
- 2017 Bronzemedaille bei der Weltmeisterschaft